# St. Ives
St. Ives é um filme dos Estados Unidos de 1976, realizado por J. Lee Thompson.

## Resumo
Na cidade de Los Angeles um antigo policial, que está a escrever um livro, vê-se envolvido num esquema de assassinato. 
Ele é contactado por um milionário disposto a pagar 10 mil dólares para adquirir alguns diários, pelos quais um ladrão está disposto cobrar 100 mil dólares para devolvê-los. 

## Elenco
- Charles Bronson (Raymond St. Ives)
- John Houseman (Abner Procane)
- Jacqueline Bisset (Janet Whistler)
- Maximillian Schell (Dr. John Constable)
- Harry Guardino (Detective Deal)
- Harris Yulin (Detective Oller)
- Dana Elcar (Charlie Blunt)
- Michael Lerner (Myron Green)
- George Memmoli (Shippo)
- Dick O'Neill (Hesh)
- Elisha Cook, Jr. (Eddie)
- Dar Robinson (Jimmy Peskoe)
- Val Bisoglio (Finley Cummins)
- Burr DeBrenning (Oficial Fran)
- Daniel J. Travanti (Johnny Parisi)
- Jeff Goldblum